# Philothermus puberulus
Philothermus puberulus là một loài bọ cánh cứng trong họ Cerylonidae. Loài này được Schwarz miêu tả khoa học năm 1878.